# Виталий Гинзбург
Виталий Лазаревич Гинзбург e руски физик, носител на Нобелова награда за физика за 2003 г. Научните му интереси са в областта на теоретичната физика и астрофизиката.

## Биография
Роден е на 4 октомври 1916 г. в Москва, Руска империя. Завършва физическия факултет на Московския държавен университет „Ломоносов“ през 1938, защитава кандидатска (1940) и докторска (1942) дисертации в същия университет. Оттогава работи във физическия институт „Лебедев“ на Руската академия на науките.
Умира на 8 ноември 2009 г. в Москва на 93-годишна възраст.

## Научна дейност
Сред по-важните му научни приноси са феноменологична теория на свръхпроводимостта, разработена от него и Лев Ландау през 1950, теория на разпространение на електромагнитните вълни в плазма (като йоносферата), теория за произхода на космическите лъчи.